# Любов моя — революція
«Любов моя — революція» — радянський художній фільм 1981 року, знятий режисером Олегом Тулаєвим на кіностудії «Таджикфільм».

## Сюжет
Напередодні 1917 року у Туркестані. Син таджицького землевласника Камол Абдуллаєв збирається одружитися з дочкою російського генерала Ольгою Поддубцевою.

## У ролях
- Мехрубон Рахманов — Камол Абдуллаєв
- Світлана Орлова — Ольга Поддубцева
- Олександр Дем'яненко — Іваницький
- Керім Аннанов — Джураєв
- Олександр Галібін — Віктор Поддубцев
- Ернст Романов — генерал Поддубцев
- Світлана Орлова — дружина Поддубцева
- З. Хабібуллаєв — батько Камола
- Хуррам Касимов — Собір
- Марат Аріпов — батько Собіра
- Олексій Кожевников — російський солдат
- Меліс Абзалов — Мірзобай
- Абдульхайр Касимов — Ібрагімбай
- Абдусалом Рахімов — Турсунбай
- Михайло Васильєв — жандарм
- Джахон Саїдмурадов — Рахім
- Махамадалі Мухамадієв — сотник
- Назар Гулямов — Назар
- Анатолій Азо — епізод
- В. Курбанов — епізод
- Фатхулло Абдуллаєв — епізод
- Є. Філатов — епізод
- Валентин Піганов — епізод
- Х. Рахматов — епізод
- Ф. Файзов — епізод
- Ісмат Ашуров — епізод
- Санджар Хамідов — епізод
- Ахмад Файзієв — епізод
- Ато Мухамеджанов — епізод
- Михайло Зусманович — епізод

## Знімальна група
- Режисер — Олег Тулаєв
- Сценаристи — Валерій Карен, Імомназар Кельдієв
- Оператор — Валентин Бєлоногов
- Композитор — Едуард Артем'єв
- Художники — Михайло Щеглов, Михайло Зусманович